# Мор (Утопія)
Мор (Утопія) (також зустрічається варіант «Мор. Утопія»; за межами СНД — Pathologic) — відеогра жанрів пригоди, бойовика, рольової гри, розроблена російською студією Ice-Pick Lodge і видана компанією Бука 9 червня 2005 року. Отримала нагороду як «Найбільш нестандартний проект» на Конференції розробників відеоігор.
Мор (Утопія) розкриває долі трьох персонажів, які опиняються в далекому містечку в степу під час розпалу страшної епідемії смертельної інфекції. Іноді ця гра нагадує складну сценічну постановку, де гравцеві пропонується роль не актора, а режисера подій. Гра, на думку критика Игромании Ігоря Варнавського, є авторським проектом, нерозривно пов'язаним зі своїми творцями, з закладеними в неї ідеями, з світоглядом керівника студії Ice-Pick Lodge Миколи Дибовського.
Гра була перекладена на англійську, німецьку, італійську, болгарську, чеську мови, а також при перевиданні — на польську мову. Хоча назва здається відсиланням до роману Томаса Мора «Утопія», в одному з інтерв'ю Микола Дибовський говорить : «Тут міститься деяка іронія — до Томаса Мора це ніякого відношення не має».

## Ігровий процес
Жанр гри не визначений. Розробники говорили про «Мор» з застосуванням слів «рольової елемент», «симулятор життя», «екшен від першої особи», «квест», а також як про «симуляторі поведінки людини в умовах епідемії», «орієнтованому на механізм прийняття правильних рішень». Проте це, в першу чергу, побудований на діалогах детективний квест. Екшеном це є в останню чергу, тому що герої гри не солдати або найманці, вони вирішують зовсім інші завдання і зі зброєю вправляються погано; до силових методів вдаються тільки в разі крайньої необхідності.
«Мор» можна б було назвати рольовою грою в традиційному сенсі, тим більше що через відсутність статистики вживлення в роль тільки посилюється. Гравець відчуває себе нормальною людиною, яка прагне хоч якось полегшити страждання інших не заради нагороди, а заради простої подяки. Емоції роблять персонажів живими, протагоністам властиві прості людські потреби. Вид від першої особи і повна відсутність елементів інтерфейсу на екрані теж сприяють вживанию в роль.
Гра пропонує вибір з трьох протагоністів: Бакалавра, Гаруспіка і Самозванки (можливість пройти гру за останню відкривається тільки після проходження за першого або другого персонажа). Це означає різні погляди на одну трагедію, абсолютно різні підходи до виживання і мотиви. Кожен з протагоністів має свої особливості та можливостями, має в своєму розпорядженні різні ресурси та інші персонажі відносяться до них по різному; для кожного є свій принцип ефективного виживання.
Головні герої — бакалавр медичних наук Данило Данковський, гаруспік Артемій Бурах і дівчинка на ім'я Клара — з'являються в місті одночасно, кожен з особистими причинами.
- Данило Данковський (Бакалавр), світило столичної медицини, приїжджає в надії зустрітися з безсмертною людиною, Симоном Каїном, який прожив вже понад 150 років. Він сподівається, що це дозволить йому уникнути тиску Влади на його лабораторію і зробити прорив в області танатології[7]. Після приїзду, однак, на нього чекають погані новини — Симона знайшли мертвим, і пошуки можливого вбивці стають новою метою зневіреного і розбитого столичного вченого[6]. Данковський — інтелектуал, людина вищого суспільства, що бере на себе відповідальність[8].
- Артемій Бурах (Гаруспік) — син місцевого знахаря, який кілька років тому покинув місто, щоб відправитися на навчання до університету. Він повертається додому, стривожений листом свого батька — Ісидора Бураха, який передчуваючи свою смерть, хоче передати Артемію його законну спадщину[7][9]. Артемій — студент-хірург, знахар, що продовжує традиції міста, він збирає трави, готує твіринові екстракти, розкриває людей і поважає знання та традиції своїх предків[8].
- Клара (Самозванка) отямлюється на кладовищі. Вона не може згадати, ким вона була раніше і як потрапила в місто, але відчуває в собі якусь світлу силу і хоче зробити диво[9]. Її називають по-різному: злодійкою, чумою і святою. Їй не довіряють, приймаючи за сестру-близнючку, яку зустрічають в чумних кварталах. Своїми руками вона може зцілювати і вбивати, здатна проникати в душі людей і змушувати їх говорити правду[10]. Вона може стати новою Володаркою Землі[уточнити переклад][8].

Всі троє персонажів беруть участь в грі одночасно, незалежно від того, ким з них керує гравець. Іноді вони зустрічаються, допомагаючи або навпаки — заважаючи один одному. Остаточний варіант історії «Мору» буде відомий лише при тісному знайомстві з усіма трьома і повторних перепроходжень, які відкривають інші пласти сюжету та пояснюють переконання та ідеї інших персонажів. Для новачка розробники гри рекомендують послідовне проходження гри: спочатку за Бакалавра, потім за Гаруспіка і Самозванку
Сценарій кожного з персонажів разюче відрізняється від двох інших і має свій власний логічний фінал. Однак у кінці гри є можливість обрати кінцівку іншого протагоніста.

## Технічна реалізація
Технічна сторона гри має ряд істотних недоліків, які окупаються її сюжетом і атмосферою. Движок гри, хоча програє багатьом західним сучасникам, демонструє привабливу картинку. Присутня і зміна погоди.
Однак візуальний ряд гри часом не дотягує навіть до рівня Morrowind ; це стосується моделей персонажів і типовості міських будівель. Лише унікальні будівлі і їх внутрішнє оздоблення оздоблені детально. Усі персонажі-городяни мають однакові моделі. Фігури моделей зроблені грубо, навіть в разі ключових персонажів.
Повне озвучування діалогів у грі відсутнє і замінюється кількома фразами на початку кожної розмови. Музика є атмосферною, має свій стиль, змінюється при переході від однієї локації до іншої.

## Розробка
На думку керівника студії Миколи Дибовського, в розробці гри існувала дуже високий ступінь злагоди команди, якась духовна спільність, в якій усі ключові люди однаково добре відчували гру. Дибовський і Закіров запрошували в команду схильних до реалізації саме цієї гри людей. Єднання сприяло і мале число людей в команді.
Гра замислювалася як експеримент, але не соціальний, а художній — як якийсь корисний прилад. Але, на думку Миколи Дибовського, гра, яка претендувала бути мистецтвом, їм не стала, оскільки недостатньо цільна і вимагає раціонального аналізу для повного сприйняття. Спочатку вона повинна була бути двомірним симулятором дій лікаря у зараженому місті (з робочою назвою «Епідемія»). Під час задумки «Мору» на Дибовського справила враження гра True Love, яка гостро зобразила почуття того, як безповоротньо спливає час. Можливо, звідси у «Морі» з'явилася тема руйнування дитячого королівства.
Початковий концептуальний стрижень у вигляді сценічного етюду пізніше дуже далеко пішов від театру. За основу були взяті загальноприйняті шаблони відеоігор (набір елементів RPG, FPS і пригод, який потім породив клеймо «жанровий мікс»), хоча, деякі з цих шаблонів були успішно переосмислені.
Микола Дибовський стверджує, що «Мор (Утопія)» не відноситься до survival horror, як вважають деякі люди. Він створював гру такою, аби позбавити гравця страху та агресії. У той же час гра непривітна до гравця, вона сконструйована у такий спосіб, аби обдурити його, приховати найцікавіше.
Робочою назвою гри була «Епідемія», однак вона виявилася вельми широко поширеною. Тоді Ice-Pick Lodge створили іншу — «Мор (Утопія)», у якій правильне написання — саме в дужках, оскільки так слово " утопія " може розумітися як жанр гри, по анології з «Мертві душі (поема)». Ця назва довгий час не подобалося видавцям, адже в англійському варіанті назви не працювала гра слів.

## Мор (2019)
У 2014 почалася розробка нової «Мор (Утопія)» для PC, PS4 і Xbox One. У вересні 2014 року розробники виставили проект на Kickstarter, зібравши в перший день більш $ 60000. 7 жовтня 2014 року кампанія завершилася з підсумковою сумою в $ 333 127. Спочатку реліз гри був призначений на осінь 2016 року. Розробники запевняють, що в грі досить змін і нововведень, щоб називати її окремою грою, а не ремейком. 1 грудня 2016 року тим, хто пожертвував достатню суму грошей на Kickstarter або сайті гри, розробники прислали демоверсію гри з назвою «Мор (Утопія): У мармурового гнізда», по суті що є окремою грою. Пізніше розробку продовжили до осені 2017 року. 14 березня 2017 «Мор (Утопія): У мармурового гнізда» став доступний усім бажаючим. У серпні 2017 розробку продовжили до 2018 року, змінивши російську назву з «Мор (Утопія)» на «Мор», а англійське — з «Pathologic» на «Pathologic 2». При цьому Pathologic 2 також залишається новою грою, а не продовженням оригіналу. Частина ігрового саундтрека для гри написала російська музична група Theodor Bastard, випустивши його в альбомі Utopia 4 грудня 2017 року.
Паралельно розробці нового «Мора» 29 жовтня 2015 року розробники опублікували оригінальну гру з поліпшеною графікою, новим перекладом на англійську і деякими сучасними можливостями в Steam і GOG з припискою «Classic HD» в назві.